# Moustoir-Ac
Moustoir-Ac (tiếng Breton: Moustoer-Logunec'h) là một xã ở tỉnh Morbihan trong vùng Bretagne tây bắc Pháp. Xã này có diện tích 33,92 km², dân số năm 1999 là 1476 người. Khu vực này có độ cao từ 46-176 mét trên mực nước biển.
Cư dân của Moustoir-Ac danh xưng trong tiếng Pháp là Moustoiracais.